# Оголений протест

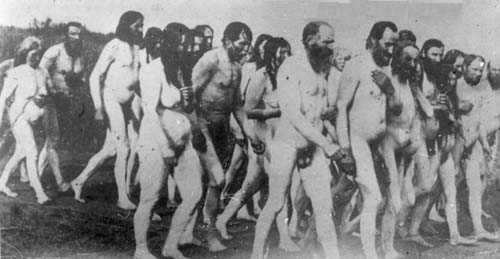
1903 рік: протест проти зміни канадської імміграційної політики, проведений Духовними християнськими свободниками в Саскачевані.

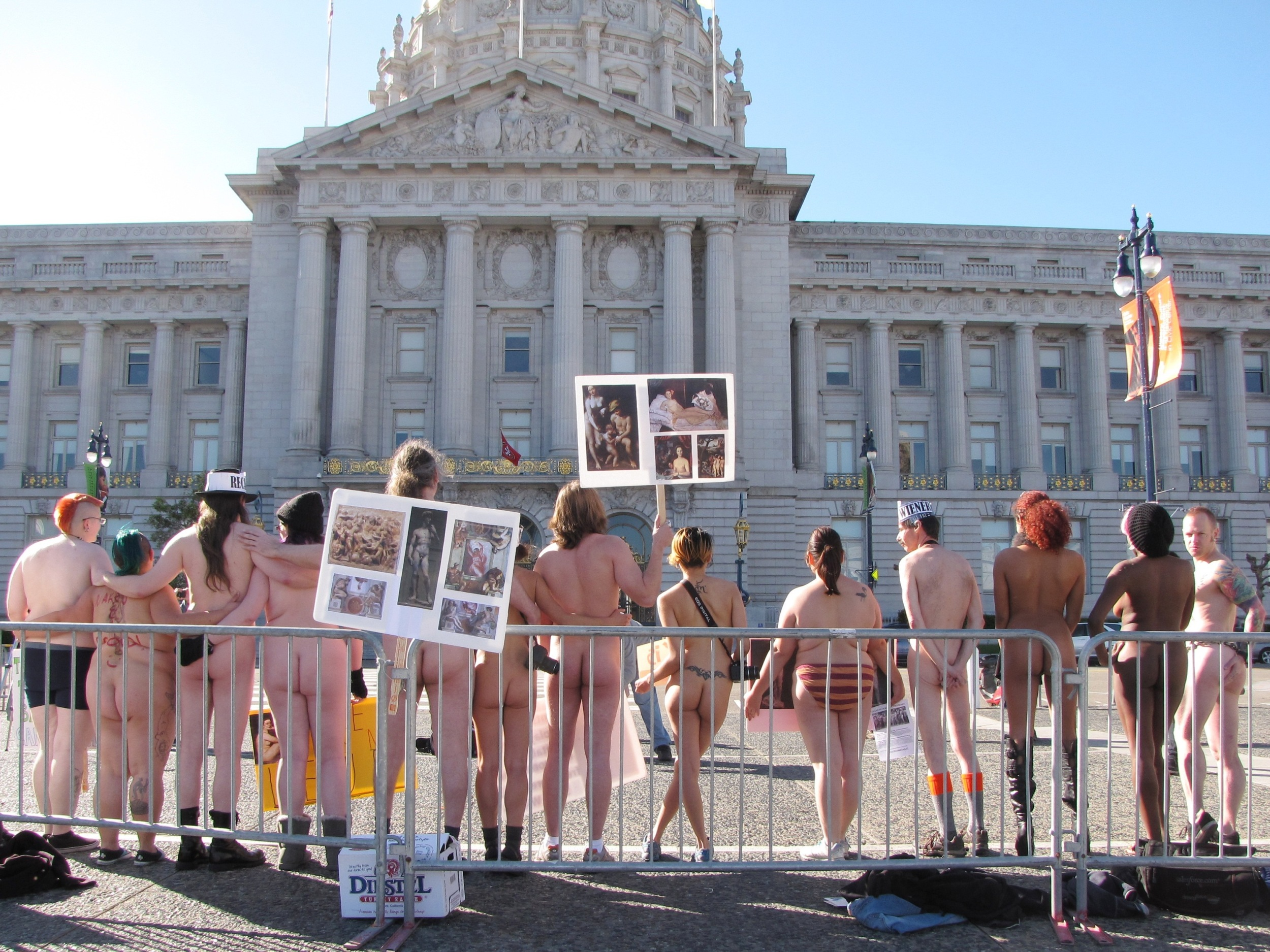
Оголені люди протестують проти заборони наготи в Сан-Франциско

Оголеність іноді використовується як тактика під час протесту, щоб привернути увагу медіа та громадськості до справи, а іноді пропаганда публічного оголеного тіла сама по собі є метою протесту оголеного тіла. Ця практика була вперше задокументована в 1650-х роках під час практики квакерів «голі як знак». Пізніше таку тактику використали свободники в Канаді в 1903 році, і були опубліковані фотографії їхніх оголених протестів. Пізніше в столітті цю тактику використовували інші групи, особливо після 1960-х років. Як і публічне оголення загалом, культурне та законодавче прийняття оголення як тактики протесту також різниться в усьому світі. Деякі противники будь-якої публічної оголеності стверджують, що це непристойно, особливо коли на це можуть дивитися діти; тоді як інші стверджують, що це законна форма вираження поглядів, яка охоплюється правом на свободу слова.
Навіть у місцях, де допускається публічне оголення, досить несподіваним є те, що його використання активістами як навмисна тактика часто успішно привертає увагу з боку медіа. Наприклад, 19 липня 2020 року молода жінка, одягнена лише в маску та шапку-панчоху, пізніше названа журналістами «Голою Афіною», зіткнулася з поліцією в Портленді, штат Орегон, під час протестів Джорджа Флойда. Незважаючи на застосування перцевих кульок і сльозогінного газу, вона кілька хвилин позувала поліцейським, перш ніж вони пішли. Фотографії її вчинку стали вірусними.
Деяка активність оголених людей спрямована не на популяризацію певної справи, а скоріше на популяризацію самої публічної оголеності, або для того, щоб змінити уявлення суспільства про оголене людське тіло, або як вираження особистого бажання бути оголеним на публіці.

## Протести окремого питання

### Кампанія проти хутра
Люди за етичне ставлення до тварин (PETA) використовувала зображення оголеного тіла, щоб привернути увагу до своєї кампанії проти хутра. У період з 1992 по 2020 рік PETA проводила свою кампанію «Я краще буду голою, ніж одягати хутро» за участю знаменитостей, акторів і моделей. У 2020 році PETA припинила кампанію після того, як більшість будинків моди та вуличних магазинів перестали використовувати хутро.

### Brexit
29 червня 2016 року академік Кембриджу Вікторія Бейтман голою зайшла на збори факультету економіки на знак протесту проти результатів референдуму про членство Великої Британії в Європейському Союзі 2016 року. Вона написала на своїх грудях і животі «Brexit залишає Британію голою».

### Канадсько-американська вільна торгівля
У 1987 і 1988 роках на Парламентському пагорбі Канади відбулися дві акції протесту проти запропонованої (і потім остаточно оформленої) між Канадою та США угоди про вільну торгівлю.

### Права на землю
Жінки в районі Амуру в Уганді протестували проти втрати землі для ведення сільського господарства.

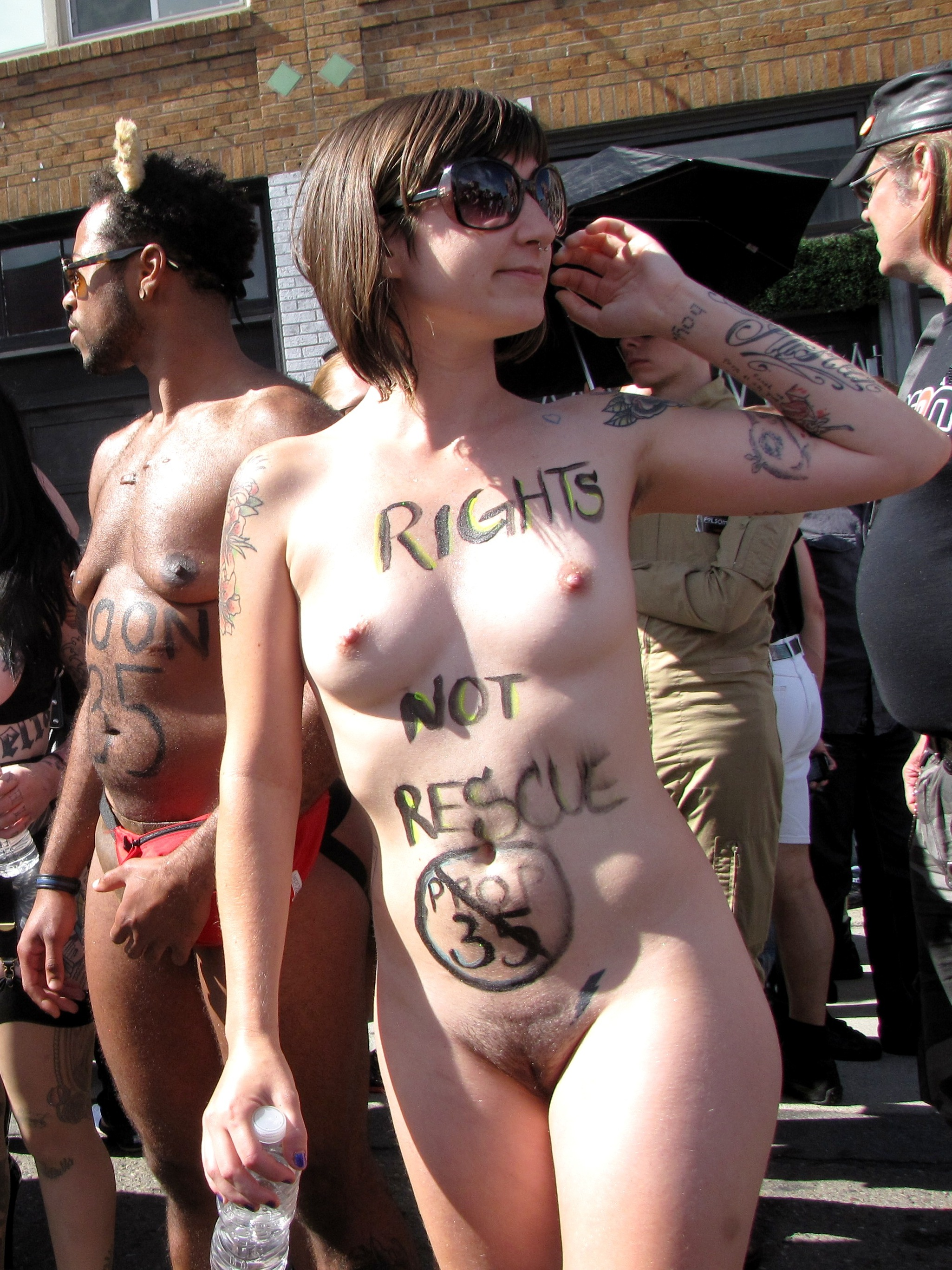
Оголена жінка демонструє права секс-працівників на ярмарку Фолсом-стріт, США

### За мир і проти війни
Групи використовували наготу, щоб протестувати проти війни в Іраку. Групи, які використовують свої тіла для створення слів і символів для передачі свого повідомлення, включали «Оголений свідок».

### Африканське прокляття наготи
У деяких частинах Африки жінки використовували роздягання догола навмисно як прокляття як історично, так і в наш час. Ідея полягає в тому, що жінки дають життя і можуть його забрати. Прокляття ініціює крайню форму остракізму, яку антрополог Теріса Тернер порівняла з «соціальною стратою». Прокляття також поширюється на чоловіків-іноземців і, як вважають, викликає імпотенцію, божевілля або іншу подібну шкоду. Ця загроза була успішно використана під час масових протестів проти нафтової промисловості в Нігерії Леймою Гбові та Жінками Ліберії Масові дії за мир під час Другої громадянської війни в Ліберії та проти президента Лорана Гбагбо з Кот-д'Івуару. У 2002 році в Нігерії члени організації «Жінки дельти Нігеру за справедливість» зайняли платформу для видобутку нафти, якою керує ChevronTexaco, щоб протестувати проти негативних наслідків видобутку нафти та відсутності трудових прав. Коли військові прибули, щоб вивести протестувальників, жінки погрожували солдатам голими прокляттями. Жінок солдати не чіпали.
Група з приблизно 16 жінок оголила сідниці та увірвалася в офіс Африканського національного конгресу (АНК) у Тшване. Жінки протестували проти результатів загальних зборів відділення АНК Тсване. Жінки стверджували, що вишибали, озброєні пангами та вогнепальною зброєю, увірвалися на збори та завадили їм брати участь у процесі голосування для обрання нового комітету відділення.

### Рівні можливості для спортсменок
Щоб вимагати повнішого виконання розділу IX законодавства Сполучених Штатів, жіноча команда з веслування Єльського університету 1976 року провела оголений протест. Більше дюжини членів команди, у тому числі Крістін Ернст, Енн Ворнер і Джінні Гілдер, звернули увагу на неадекватні умови для тренувань.

### Права трансгендерів
У листопаді 2011 року трансгендерну жінку з Моррістауна, штат Теннессі, було заарештовано та ув'язнено на 21 день за непристойне оголення після того, як вона зняла верх на парковці свого місцевого відділу автотранспортних засобів після того, як вони відмовилися змінити позначку статі в її водійських правах з чоловічої на жіночу. Це сталося незважаючи на те, що Управління соціального забезпечення федерального уряду США вже зробило це. Оскільки чоловікам дозволено ходити на публіці топлес і оскільки Департамент громадської безпеки штату Теннессі відмовився визнати її жінкою, пані Джонс вирішила протестувати проти свого поводження, пішовши топлес, заявивши, що «якби я була чоловіком, то мала би право, коли виходила за двері, зняти сорочку… Неправильно, що держава вимагає від мене бути і чоловіком, і жінкою. Треба зробити вибір. Вони не можуть примушувати мене відповідати обом стандартам».

### Феміцид є геноцидом
У червні 2017 року понад 100 жінок роздяглися догола перед президентським палацом Каса Росада в Буенос-Айресі, Аргентина, на знак протесту проти насильства щодо жінок.

### Права жінок в ісламських країнах

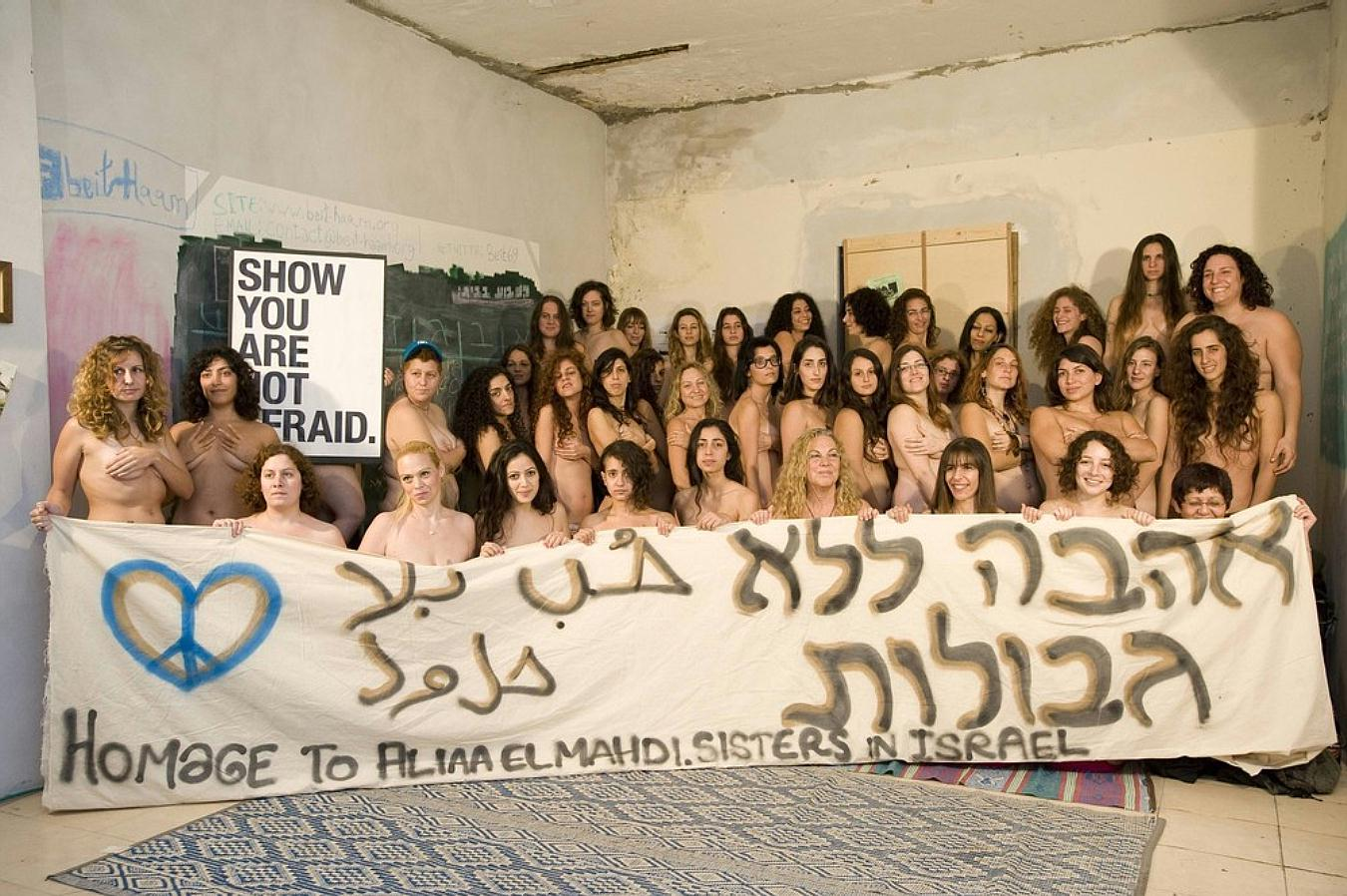
Оголені ізраїльтянки позують для фотографії в Тель-Авіві, 19 листопада 2011 року, щоб висловити солідарність з єгипетським блогером Алією Магдою Ельмахді, яка розмістила оголені фотографії в Інтернеті, підтримує свободу слова та протестує проти ісламського екстремізму. На банері написано: «Любов без кордонів»

Після «арабської весни» на початку 2010-х років жінки в ісламських країнах висловили особистий протест проти обмеження їхньої свободи, розмістивши в Інтернеті свої оголені фотографії. Єгиптянка Алія Магда Ельмахді та Аміна Тайлер із Тунісу втекли до Європи, щоб уникнути правових та релігійних погроз.

### Редагування генів людини
8 лютого 2017 року художник Рік Гібсон вийшов оголеним перед судом Ванкувера посеред зими на знак протесту проти заборони Канадою генної інженерії геному людини. Він ходив голим у центрі Ванкувера 11 хвилин 45,75 секунди під легким дощем і температурою 7 °C (45 °F) градусів.

## Рухи публічної оголеності

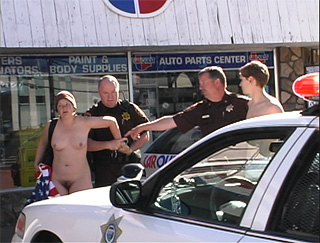
Активістів Террі Сью Вебб і Деніела Джонсона в наручниках веде поліція після протесту в Бенді, штат Орегон, 2 травня 2002 року.

Не всі люди, які займаються публічним оголенням, вважають себе нудистами чи натуристами або належать до традиційних натуристських чи нудистських організацій. Деякі активісти, такі як Вінсент Бетелл, стверджують, що асоціації з натуризмом або нудизмом непотрібні. Інші зауважать, що багато людей, які беруть участь у таких подіях, як велопрогулянки без одягу або відвідування пляжів без одягу, роблять це невимушено та без асоціації чи офіційної приналежності до груп чи рухів. Активіст Деніел Джонсон вважає, що ярлики та зв'язки надто ускладнюють відносно просте явище, відштовхують інших від страху перед надмірними зобов'язаннями чи небажаних стереотипів і, таким чином, заважають інтегрувати оголеність у повсякденне життя.

### Велосипедні прогулянки на вибір

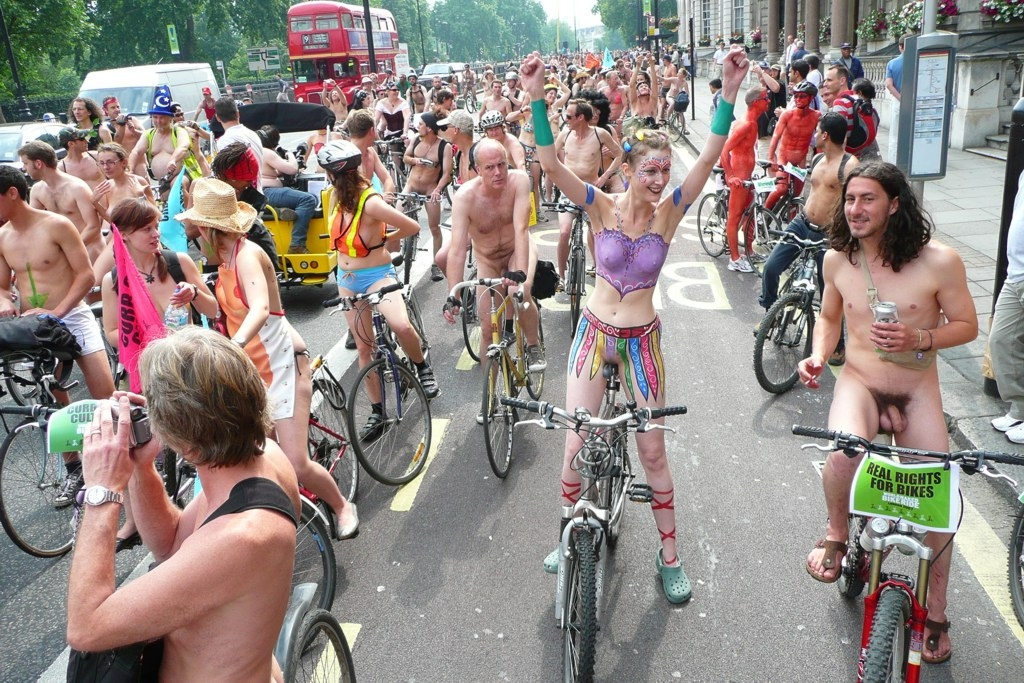
Лондонські учасники WNBR

Всесвітній голий велопробіг (ВГВ) — це міжнародний велопробіг без одягу, під час якого учасники планують, зустрічаються та масово їздять разом на транспорті з людським двигуном (переважна більшість — на велосипедах, менша — на скейтбордах, роликах, роликових ковзанах), щоб «протестуйте проти залежності від нафти та прославляйте силу та індивідуальність наших тіл». Це одна з небагатьох подій, які поєднують елементи, які можна описати як про-наготу та про-велоспорт (а також екологічні).
Багато політичних акцій походять від критичної маси та часто описуються або класифікуються як форма політичного протесту, вуличний театр, вечірка на колесах, стрикінг, публічне оголення та відпочинок без одягу, що приваблює широке коло учасників . Починаючи з 1996 року, Critical Tits організовує «хриплу велопрогулянку топлес» у п'ятницю вдень на щорічному фестивалі Burning Man у Неваді.
Іспанський рух Manifestación Ciclonudista Mundial проводив атракціони ще до ВГВ (з 2001 року) і з тих пір поширився в інших країнах Європи.

### FEMEN

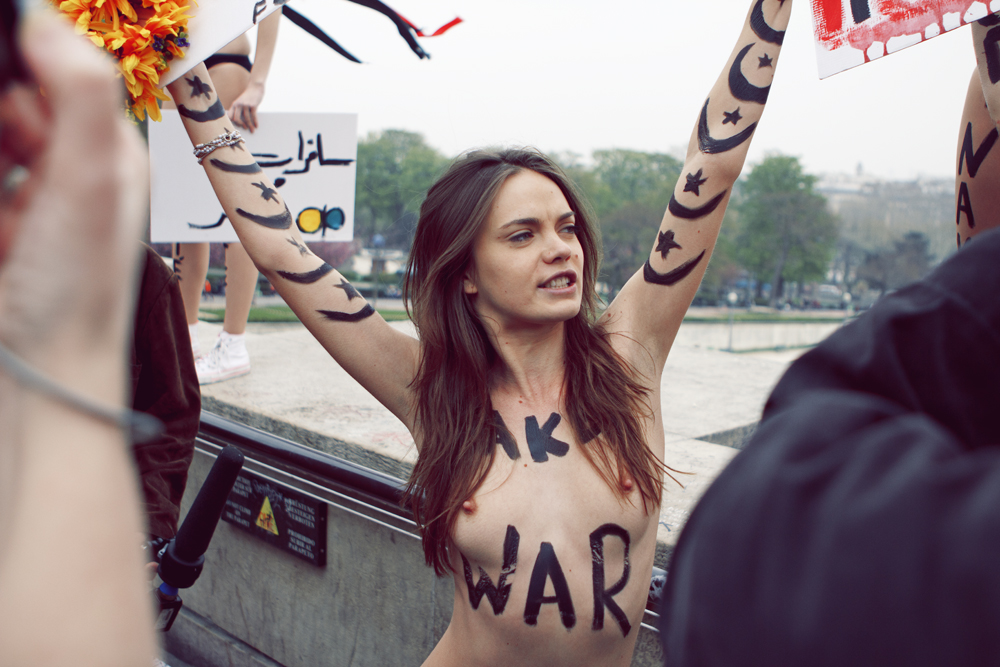
Протест FEMEN на підтримку Алії Магди Ельмахді, Оксани Шачко на фото тут у березні 2012 року

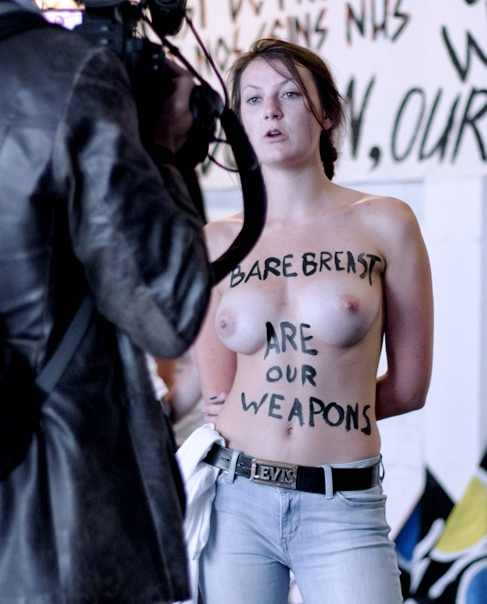
Учасниця протесту FEMEN у Франції, 2012 рік

Протестна група FEMEN (заснована в 2008 році в Україні) регулярно влаштовує топлес-протести проти секс-туристів, міжнародних шлюбних агентств, сексизму та інших соціальних проблем. Ці протести отримали висвітлення у світовій пресі в 2009 році. З кінця 2011 року діяльність FEMEN не обмежується Україною, вони демонструють в інших європейських країнах, включно з неукраїнськими протестувальницями. FEMEN виправдовує свої провокаційні методи тим, що «якби ми влаштували прості протести з банерами, то наші претензії не були б помічені». FEMEN отримує невелику фінансову підтримку від окремих осіб. У січні 2012 року троє членів групи влаштували акцію протесту топлес на Всесвітньому економічному форумі в Давосі, Швейцарія. У жовтні 2013 року FEMEN мала найбільшу кількість членів у Франції (30 місцевих активістів FEMEN у Франції у січні 2013 року). У жовтні 2012 року організація заявила, що має близько 40 активісток в Україні та ще 100, які приєдналися до їхніх протестів за кордоном.

## Натуристський і нудистський рухи
Існує ряд груп та окремих осіб, які виступають за право бути оголеними на публіці.

### Урбанудіста
Група Урбанудіста на чолі з Авріл Ікс провела кілька випадкових екскурсій із зображенням оголених людей у громадських міських середовищах Бразилії, а також у деяких країнах Західної Європи.

### APNEL
APNEL — це відома французька група захисту прав наготи.

### NAKTIV
Naktiv.net — це загальний сайт Naked Activities.

### Данія

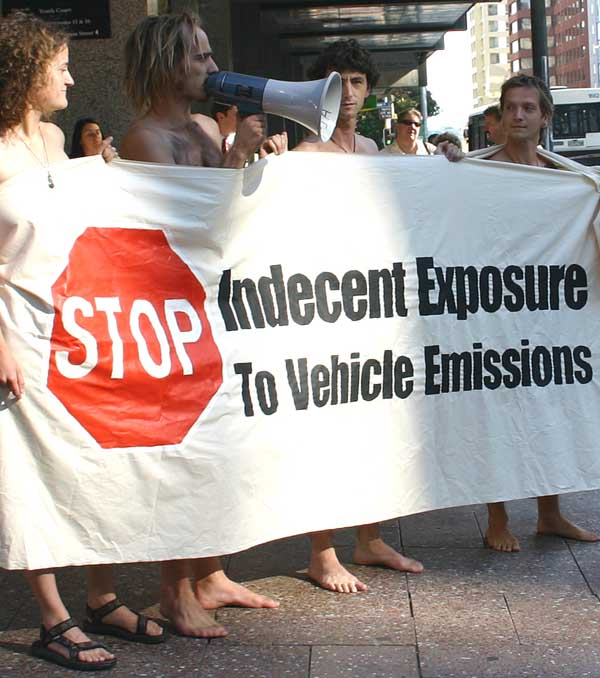
Протестувальники зібралися біля будівлі суду 17 лютого 2005 року, щоб протестувати проти арешту Саймона Остермана (другий зліва), організатора WNBR 2005 в Окленді.

У 1969 році в Данії 300 осіб брали участь у оголеному «впливі» на датський пляж, що допомогло просунути реформу державної політики. Тепер дозволено бути оголеним на будь-якому громадському пляжі в Данії, за винятком лише двох основних винятків: Holmsland Klit і Hennestrand. Решта 4700 кілометрів узбережжя Данії — це одяг за бажанням.

### Сполучені Штати
- Комітет дій натуристів (Naturist Action Committee)[50] — NAC є некомерційною організацією, що підтримується донорами, яка просуває та захищає інтереси натуристів у судах, законодавчих органах, в університетах та місцевих бізнес-спільнотах.
- Friends of Disco Beach, Magnuson Beach Bares, Seattle Free Beach Campaign і Body Freedom Collaborative у Сіетлі
- У 2012 році Барбара Лафлер голою зайшла в два магазини в Саратога-Спрінгс, штат Нью-Йорк, на знак протесту проти прав натуристів. «Вона просто людина, яка вірить у свободу нудизму. Це було її пояснення», — сказав окружний прокурор Саратога Джеймс Мерфі III.[51][52]

### Австралія
Короткоіснувала Партія натуристського стилю життя в Новому Південному Уельсі, Австралія, мала на меті «привернути увагу громадськості до натуризму та отримати справедливий розподіл державних ресурсів для тих, хто підтримує натуристський спосіб життя». Джеральд Ґанглбауер скликав Free Beach Action NSW, лобістську групу натуризму в Новому Південному Уельсі.

### Нідерланди
Робберт Брукстра (нині покійний) брав участь у групі під назвою «Друзі природи». Вони часто ходили на екскурсії оголеними на громадські території, іноді в міські райони, часто фотографуючись. Він також брав участь в діяльності Міжнародного інформаційного центру натуристів. Він написав книгу «Оголений світ Робберта Брукстри», а його група з'явилася в «Голих подорожах 1» Чарльза МакФарланда.

### Німеччина
- Wald- FKK — німецький рух за лібералізацію публічної оголеності. Засновника Пітера Ніхенке кілька разів штрафували за непристойне оголення, тому що він бігав голим у громадських місцях.
- Nacktwandern — німецький рух за свободу ходити оголеними.
- Integral Nactiv — Nacktiv є поєднанням німецького слова «nackt» (голий) і «aktiv» (активний).[56]

### Свобода бути собою
Кампанія Свобода бути собою (СБС) була заснована в 1998 році Вінсентом Бетеллом. Група, за словами Бетелла, займається «правом бути оголеним на публіці». Прихильники групи організували кілька масових відкритих протестів у Лондоні; протести також відбулися в Брайтоні, Брістолі, Бірмінгемі, Ковентрі та в деяких Сполучених Штатах.
Террі Сью Вебб — активістка, яка живе в Бенді, штат Орегон, і була однією з небагатьох активісток у Сполучених Штатах, які брали участь у кампанії СБС. Її кілька разів ув'язнювали і звільняли за публічне оголення. Кілька разів вона залишалася оголеною під час ув'язнення, що часто призводило до значно довшого ув'язнення. Її діяльність досить активно висвітлювалася в медіа. Деніел Джонсон двічі оголявся з нею на публіці в 2001 і 2002 роках.
Вінсент Бетелл увійшола в історію права у січні 2001 року, ставши першим підсудним, який постав перед судом Великої Британії оголеним. Суд проходив у Саутуорк Королівському суді Лондона. Вінсент був голим протягом усієї судової справи, і його визнали невинним. Стівен Гоф, також відомий як «Стів Гоф» і «голий бродяга», — активіст із Істлі, Гемпшир, відомий тим, що пройшов усю Великобританію від Лендс-Енду до Джона-о-Гроута у 2003—2004 роках і знову у 2005—2005 роках. 2006 (той рік у супроводі своєї дівчини Мелані Робертс), без нічого, крім чобіт, шкарпеток, рюкзака та іноді капелюха. Його кілька разів заарештовували і кидали до в'язниці за його вигляд. Під час своєї останньої прогулянки його лише двічі заарештовували в Англії та звільнили майже одразу, але через іншу правову систему та закони в Шотландії його заарештовували багато разів після перетину кордону та провів деякий час у в'язниці Единбурга, а потім у червні 2008 року він переїхав до в'язниці Барліні Глазго.
Річард Коллінз деякий час їздив голим на велосипеді своїм рідним містом Кембридж, Англія. Він організовував кілька протестів у дискусійній групі СБС Stop Segregation (більше не існує). Річарда неодноразово заарештовували та звільняли, хоча 13 червня він був засуджений за правопорушення за розділом 5 Закону про громадський порядок 1986 року в Борнмуті, Англія.  після того, як його оголена їзда на велосипеді викликала скарги приблизно 12 місяців тому. Річард каже: «Мої виходи — це НЕ протести як такі, а „діяльність“. Я просто розважаюся! І користуюся своїм правом на свободу оголення!»

## Свобода топлес

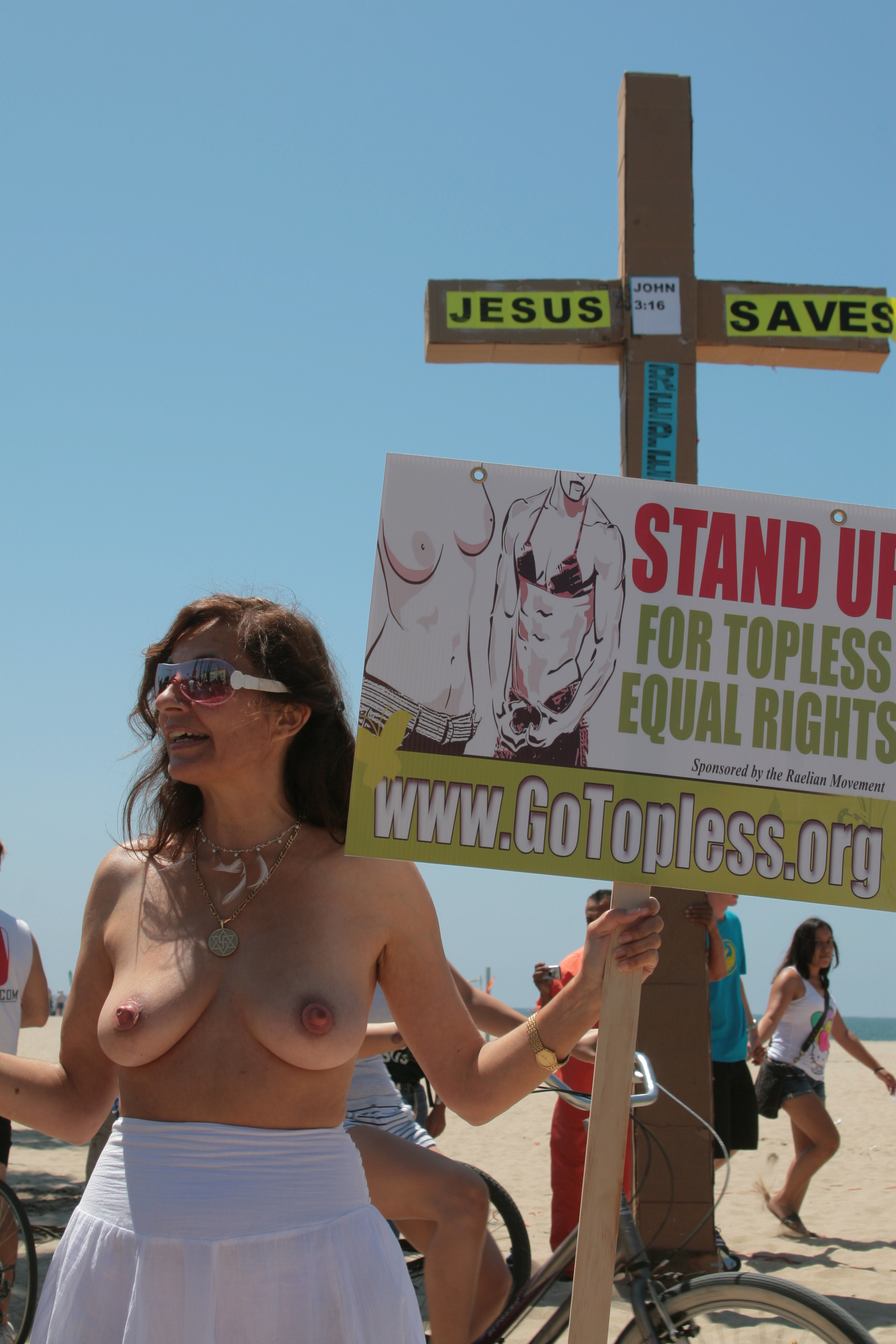
Протест за рівні права topfree

Рух за свободу топлес оскаржує закони ряду країн, особливо в Північній Америці та Європі, на підставі рівності статей, стверджуючи, що чинні закони про публічну непристойність дискримінують жінок. Рух виступає за рівні права жінок бути без верху за тих самих обставин, що й чоловікові дозволено бути з оголеними грудьми.
Асоціація рівних прав свободи топлес (Topfree Equal Rights Association — TERA) — це канадська організація, яка намагається допомогти жінкам, які мають проблеми з законом, реалізувати свої права бути топфрі. На їх веб-сайті зазначено, що вони обслуговують Канаду та Сполучені Штати. Організація також має на меті інформувати та навчати громадськість про верховну свободу, а також змінювати закони проти верхньої свободи в північноамериканських юрисдикціях. GoToples йде далі і організовує демонстрації на знак протесту проти правового та громадського ставлення до нерівності. У Швеції Бара Брьост активно просуває свободу верху, як і Topless Front у Данії. У Франції феміністичний колектив Les TumulTueuses має гасло: «Моє тіло, якщо я хочу, коли я хочу, як воно є» («Mon corps si je veux, quand je veux, tel qu'il est»).

## Подальше читання
- Lunceford, Brett (2012). Naked politics : Nudity, Political Action, and the Rhetoric of the Body. Lanham, MD: Lexington Books. ISBN 978-0739167090. Процитовано 26 жовтня 2023.

### Статті
- Nude & Natural Takin' It to the Streets: The Cutting Edge of Naturism by Mark Storey, 23.4: 73, Summer 2004. Mark claims «The future of naturism is on public lands. To gain naturist freedoms on public lands will require getting naked in public».
- Nude & Natural The Offense of Public Nudity by Mark Storey
- Nude & Natural Naturism and Civil Disobedience by Mark Storey
- Nude & Natural The Bethell Approach: A Protest Colloquy/The Bethell Approach: Is the Time for Mass Nude Protests Upon Us? 21.2 Winter 2002. Includes statements by Vincent Bethell, Mark Nisbet, Cec Cinder, Paul Rapoport, Les Rootsey, Morley Schloss, T.A. Wyner, and Mark Storey.
- Nude & Natural (N), Guerilla Nudity/Wave Makers: Introducing the Body Freedom Collaborative by Mark Storey. Issue 23.1, Autumn 2003.
- Nude & Natural (N), Terri Sue Webb: An American Bethell/Beyond Safe Havens: Oregon's Terri Sue Webb :: Naked Media Alliance. Bodyfreedom.org. Архів оригіналу за 26 жовтня 2010. Процитовано 1 вересня 2010.Bodyfreedom.org. Archived from the original on 26 October 2010. Retrieved 1 September 2010. by Daniel Lorenz Johnson. San Francisco's Nude Skate Dude: How a naked roller put body freedom on wheels. Issue 21.3: pp. 24–28, Spring 2002.
- Kraushaar, Wolfgang (March 2015). The Globalisation of the Naked Protest. Digital Development Debates. Процитовано 21 липня 2016.

### Висвітлення в пресі
- Seattle Post-Intelligencer, Exposed and stark naked — on purpose: But not all nudists support 'guerrilla' plans for prominent public exposure, by P-I reporter Kathy George, April 7, 2003. George, Kathy (7 квітня 2003). Exposed and stark naked – on purpose. Seattlepi.com. Процитовано 1 вересня 2010.George, Kathy (7 April 2003). «Exposed and stark naked — on purpose». Seattlepi.com. Retrieved 1 September 2010.
- Seattle Post-Intelligencer, Trio behind the arts: Three activists put on an eye-opening display yesterday by taking most of their clothes off at the Fremont Fresh Art Festival, by P-I reporter Kathy George, 16 June 2003 Front page of local section, with color picture George, Kathy (16 червня 2003). Trio behind the arts. Seattlepi.com. Процитовано 1 вересня 2010.«Trio behind the arts». Seattlepi.com. Retrieved 1 September 2010.
- Fisher, Mark (29 березня 2019). The shock of the nude: Brazil's stark new form of political protest. The Guardian. Процитовано 29 березня 2019.

## Фільмографія
- Бути людиною Фільм Лізи Зайденберг, 31 хвилина, 2003 Metro Video
- Табу — 40 років цензури. Частина 1 з 4: Шок від оголеного ; Телесеріал BBC2 вийшов о 9:50 вечора (40 хвилин). Ефір середа, 21 листопада 2001 р.

### Відео та картинки
- 30-хвилинний документальний фільм Джонні Запатоса (High Altitude Films) про першу Всесвітню велопрогулянку голими вулицями Лондона (4 частини)
- Фотографії світової голої велопрогулянки на Flickr
- Ти ніколи не їздиш на велосипеді сам — повнометражний документальний фільм містить розділ про історію WNBR